# هنري سافيدرا
هنري سافيدرا (بالإنجليزية: Henry Saavedra)‏ هو سياسي أمريكي، ولد في 1938، وتوفي في 28 يناير 2019. حزبياً، نشط في الحزب الديمقراطي. وقد انتخب عضو مجلس نواب نيومكسيكو.